# Фесик Кирило Олександрович
Кирило Олександрович Фесик (н. 3 жовтня 1986, Київ, УРСР) — голова Оболонської районної адміністрації, правник та адвокат, кандидат юридичних наук, магістр публічного управління та адміністрування.

## Біографія
Народився у Києві 1986 року.

## Освіта
У віці п'яти років почав навчатися в гімназії в Чехії, куди на початку 90-х емігрувала родина. Після повноліття повернувся до України, у Києві закінчив спеціалізовану школу № 91 з поглибленим вивченням інформатики.
2003—2007 — навчався на юридичному факультеті КНУ ім. Тараса Шевченка за спеціальністю «Правознавство».
2017 — захистив дисертацію на тему: «Захист колективних прав і інтересів у порядку цивільного судочинства» в Інституті держави і права ім. Корецького НАН України, кандидат юридичних наук.
2023 — з відзнакою закінчив Навчально-науковий інститут публічного управління та державної служби ім. Шевченка за спеціальністю «Публічне управління та адміністрування».

## Адвокатська і громадська діяльність
2009 року отримав свідоцтво на право ведення адвокатської діяльності. З квітня 2010 року по жовтень 2014 року — засновник і директор ТОВ «Бюро адвоката Фесика».
У 2013 році став співзасновником адвокатського об'єднання Mitrax, до 2020 року був керівним партнером. Автор публікацій антирейдерської спрямованості.
2019 р. був лектором у II Legal Real Estate Forum на тему «Шахрайство і рейдерство — алгоритми захисту».
Член «Національної асоціації адвокатів України».
2019 року на парламентських виборах як адвокат представляв інтереси кандидатів партії «Слуга народу».
Наприкінці 2021 року став співзасновником БФ «Рідна Оболонь». Після появ звинувачень у корупції іншого співзасновника, ексдепутата Київради Владислава Трубіцина, вийшов з засновників фонду.

## Голова Оболонської РДА
18 травня 2020 року розпорядженням Президента України № 324/2020-рп. Кирила Фесика призначено головою Оболонської районної в місті Києві державної адміністрації.

## Воєнний стан
Восени-взимку 2022—2023 року Фесик координував розгортання в Оболонському районі Пунктів незламності з терміналами Starlink та генераторами. В Оболонській РДА створили Раду з питань ВПО з представників переміщених осіб, фондів та місцевої влади. Одним з рішень стала релокація Маріупольського ліцею, який переїхав до Києва та навчає понад 300 школярів.
За ініціативою Фесика після повномасштабного вторгнення в Оболонському районі було створено ДФТГ «Легіон Оболонь», до складу якого увійшли добровольці, які чергували на блок-постах, патрулювали, охороняли район.

## Нагороди та відзнаки
- Відзнака Президента України «За Оборону України».
- Почесний нагрудний знак Головнокомандувача Збройних Сил України «За сприяння війську».
- Почесний нагрудний знак Головнокомандувача Збройних Сил України «За заслуги перед Збройними Силами України» (2022)[22].".
- Медаль МО України «За сприяння Збройним Силам України»
- Відзнака ГУР МО України «За сприяння воєнній розвідці України» ІІ ступеня.
- Медаль «Хрест сухопутних військ»
- Медаль Командувача Сил Територіальної оборони Збройних Сил України «За вірну службу» ІІІ ступеня;
- Нагрудний знак «Почесна відзнака Головного управління Служби безпеки України»
- Нагородний нагрудний знак «ГУ ДСНС України в Києві»

## Особисте життя
- Батько Олександр Фесик — лікар.
- Мати Інна Фесик — пенсіонерка.